# Méricourt-l'Abbé
Méricourt-l'Abbé is een gemeente in het Franse departement Somme (regio Hauts-de-France) en telt 483 inwoners (1999). De plaats maakt deel uit van het arrondissement Péronne.

## Geografie
De oppervlakte van Méricourt-l'Abbé bedraagt 6,9 km², de bevolkingsdichtheid is 70,0 inwoners per km².

## Verkeer en vervoer
In de gemeente ligt spoorwegstation Méricourt-Ribémont.
De onderstaande kaart toont de ligging van Méricourt-l'Abbé met de belangrijkste infrastructuur en aangrenzende gemeenten.

## Demografie
Onderstaande figuur toont het verloop van het inwonertal (bron: INSEE-tellingen).